# Aril-alcol ossidasi
La aril-alcol ossidasi è un enzima appartenente alla classe delle ossidoreduttasi, che catalizza la seguente reazione:
un alcol aromatico primario + O2 ⇄ una aldeide aromatica + H2O2
L'enzima ossida molti alcoli primari contenenti un anello aromatico. I substrati maggiori sono il (2-naftil)metanolo ed il 3-metossibenzil alcol.